# هرم G1-c

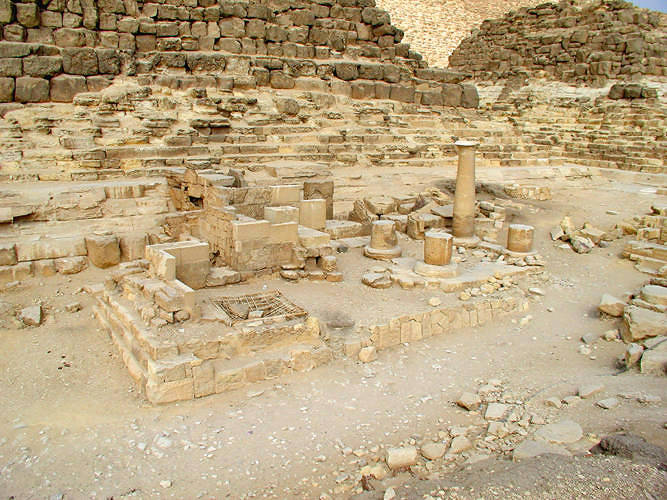
بقايا معبد إيزيس قبل الهرم G1-c

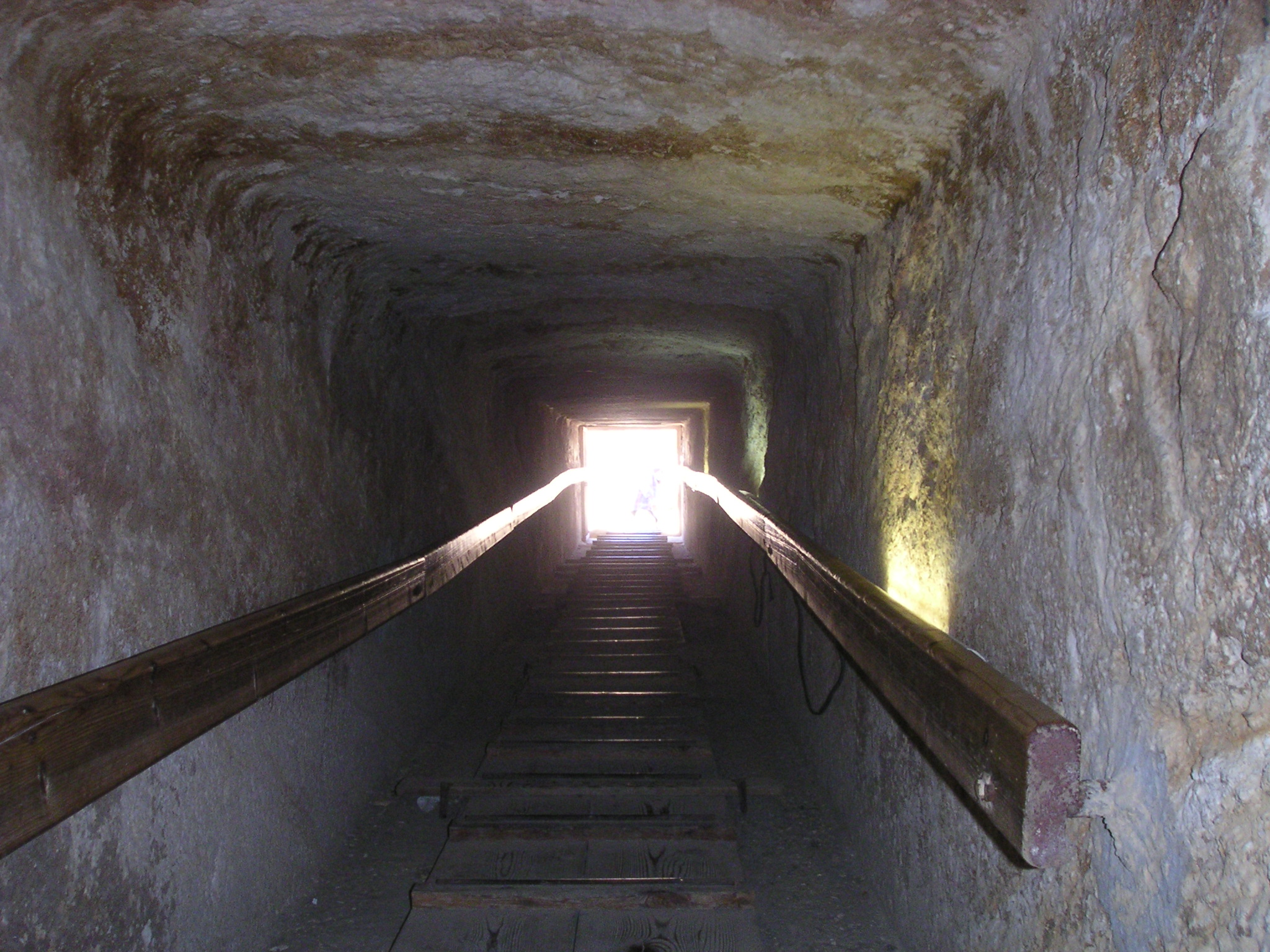
نفق الهرم G1-c

هرم G1-c هو أحد الأهرامات الفرعية للحقل الشرقي للجيزة في مقبرة الجيزة مباشرة إلى الجانب الشرقي من الهرم الأكبر بالجيزة، الذي بني خلال الأسرة الرابعة في مصر. تقع في الجنوب من أهرامات الملكات الثلاثة وهي أحد أهرامات الملكة هينوتسن. يبلغ عرضه 46.25 مترًا ويبلغ ارتفاعه 29.60 مترًا. تم حفر مكان بعمق أربع بوصات في الجدار الجنوبي لغرفة الدفن. لم يكن الهرم G1-c في الأصل جزءًا من مجمع هرم خوفو، حيث أن جانبه الجنوبي لا يتماشى مع جانب الهرم الأكبر، ولكن مع مقبرة خوفو مصطبة القريبة. كان يُعتقد في وقت ما أن الهرم G1-c ربما يكون هرمًا تابعًا للأقمار الصناعية، لأنه لا يأتي مع حفرة قارب مثل الهرم G1-a وهرم G1-b. تم تحديده لاحقًا ليكون هرمًا غير مكتمل ولكن تم تشييده على عجل. يعتقد أن هينوتسن دفن في القبر. يعتقد الدكتور راينر ستادلمان أن خوفو هو نفس الشخص الذي قام ببناء الهرم من أجل والدته،  ولكن هذا التعريف مشكوك فيه.

تم بناء هذا المعبد بدمج عناصر كنيسة جنائزية قديمة. شاهدة من الدولة الحديثة تم اكتشافه في بقايا معبد. يحمل هذا النصب نقشًا نقشًا يسمح لنا بإسناد هرم الملكة هينوتسن:
تلقى حورس ميدجو حور، ملك مصر العليا والسفلى، خوفو الحياة. إنه بجوار خيمة أبي الهول، شمال غرب منزل أوزوريس، رب الرشطاوي، أسس بيت إيزيس. وبجانب معبد الإلهة بنى هرمه. وبجوار المعبد بنى هرمًا لابنة الملك هينوتسن.